# 1992 chez Disney
Cet article présente la liste des évènements de la Walt Disney Company ayant eu lieu en 1992.

## Événements

### Janvier
- 1er janvier 1992, Lancement de ESPN Radio aux États-Unis[1]
- 7 janvier 1992, Ouverture de l'attraction Voyage of the Little Mermaid aux Disney-MGM Studios[2]
- 9 janvier 1992, Décès de Claude Coats, animateur et imagineer[3],[4]

### Février
- 2 février 1992, Ouverture de l'hôtel Disney's Dixie Landings Resort au Walt Disney World Resort[5],[6]
- 11 février 1992, Disney annonce le rachat du titre FamilyFun[7]

### Avril
- 10 avril 1992, Sortie du film Newsies
- 11 avril 1992, Diffusion de l'émission internationale Euro Disney : L'Ouverture
- 12 avril 1992, Ouverture du parc Euro Disneyland (futur Parc Disneyland) à Marne-la-Vallée.

### Juin
- 12 juin 1992, Walt Disney Holdings est créée comme une filiale britannique de The Walt Disney Company, la maison mère américaine[8].

### Juillet
- 17 juillet 1992, The Walt Disney Company transfert sa responsabilité, ses intérêts et actions de plusieurs filiales britanniques à Walt Disney Holdings[8].
- 21 juillet 1992, Ouverture de l'attraction Swiss Family Treehouse à Tokyo Disneyland[9]

### Août
- 7 août 1992, Sortie du film Ninja Kids de Touchstone Pictures
- 21 août 1992, Ouverture de la première Disney Store en Asie à Yokohama, Japon
- 31 août 1992, Fermeture de l'attraction American Journeys à Tokyo Disneyland

### Septembre
- 7 septembre 1992, Début de la série La Bande à Dingo en syndication
- 15 septembre 1992, Disney Channel retransmet le premier concert du Disney's Young Musicians Symphony Orchestra
- 30 septembre 1992, Le Disney's Filmed Entrertainment Group, futur Walt Disney Motion Pictures Group, devient le premier studio à atteindre les 500 millions de $ de chiffre d'affaires en une seule année[10]
- 30 septembre 1992, Disney revend les propriétés de Long Beach de l'ex-Wrather Company, mettant fin au projet du parc DisneySea[11]

### Octobre
- 1er octobre 1992, Ouverture de l'attraction Splash Mountain à Tokyo Disneyland[12]
- 2 octobre 1992
  - Ouverture de l'attraction Splash Mountain au Magic Kingdom[12]
  - Sortie du film Les Petits Champions
- 5 octobre 1992, Fermeture de l'attraction The Walt Disney Story au Magic Kingdom[13]
- 21 octobre 1992, Sortie nationale du film La Belle et la Bête en France

### Novembre
- 11 novembre 1992, Première mondiale du film Aladdin aux États-Unis
- 25 novembre 1992, Sortie nationale du film Aladdin aux États-Unis

### Décembre
- 11 décembre 1992, Sortie du film Noël chez les Muppets aux États-Unis